# Symphonia (plante)
Pour les articles homonymes, voir Symphonia (homonymie).
Genre
Symphonia est un genre de plantes à fleurs de la famille des Clusiaceae. Ce sont des plantes tropicales ligneuses. On trouve ses représentants en Amérique tropicale, Afrique et Madagascar.

## Liste d'espèces
Selon Catalogue of Life (23 juillet 2024) :
- Symphonia clusioides Baker
- Symphonia eugenioides Baker
- Symphonia fasciculata (Noronha ex Thouars) Vesque
- Symphonia globulifera L. fil.
- Symphonia gymnoclada (Planch. & Triana) Benth. & Hook. fil. ex Vesque
- Symphonia lepidocarpa Baker
- Symphonia linearis H. Perrier
- Symphonia louvelii Jum.
- Symphonia microphylla Benth. & Hook. fil. ex Vesque
- Symphonia nectarifera Jum. & H. Perrier
- Symphonia oligantha Baker fil.
- Symphonia pauciflora Baker
- Symphonia sessiliflora H. Perrier
- Symphonia tanalensis Jum.
- Symphonia urophylla (Decne. ex Planch. & Triana) Vesque
- Symphonia verrucosa (Hils. & Bojer ex Planch. & Triana) Vesque

Selon The Plant List (11 septembre 2013) :
- Symphonia fasciculata (Noronha ex Thouars) Vesque
- Symphonia gabonensis (Vesque) Pierre
- Symphonia globulifera L.f.
- Symphonia gymnoclada (Planch. & Triana) Benth. & Hook. f. ex Vesque
- Symphonia microphylla (Hils. & Bojer ex Cambess.) Benth. & Hook. f. ex Vesque
- Symphonia oligantha Baker
- Symphonia tanalensis Jum. & H. Perrier
- Symphonia urophylla (Decne. ex Planch. & Triana) Benth. & Hook. f. ex Vesque
- Symphonia verrucosa (Hils. & Bojer ex Planch. & Triana) Benth. & Hook. f.

Selon Tropicos (11 septembre 2013) (Attention liste brute contenant possiblement des synonymes) :
- Symphonia acuminata Baker
- Symphonia ambrensis H. Perrier
- Symphonia clusioides Baker
- Symphonia coccinea (Aubl.) Oken
- Symphonia esculenta (Arruda) Steud.
- Symphonia eugenioides Baker
- Symphonia fasciculata (Noronha ex Thouars) Vesque
- Symphonia gabonensis (Vesque) Pierre
- Symphonia globulifera L. f.
- Symphonia gymnoclada (Planch. & Triana) Benth. & Hook. f. ex Vesque
- Symphonia hildebrandtii Baker f.
- Symphonia laevis Jum. & H. Perrier
- Symphonia lepidocarpa Baker
- Symphonia linearis H. Perrier
- Symphonia louvelii Jum. & H. Perrier
- Symphonia macrocarpa Jum. & H. Perrier
- Symphonia melleri Baker
- Symphonia microphylla (Hils. & Bojer ex Cambess.) Benth. & Hook. f. ex Vesque
- Symphonia nectarifera Jum. & H. Perrier
- Symphonia oligantha Baker
- Symphonia pauciflora Baker
- Symphonia rhodosepala Jum.
- Symphonia sessiliflora H. Perrier
- Symphonia tanalensis Jum. & H. Perrier
- Symphonia urophylla (Decne. ex Planch. & Triana) Benth. & Hook. f. ex Vesque
- Symphonia utilissima R.E. Schultes
- Symphonia verrucosa (Hils. & Bojer ex Planch. & Triana) Benth. & Hook. f.